# Lochem vasútállomás
Lochem vasútállomás vasútállomás Hollandiában, Lochem községben,  településen.

## Vasútvonalak
Az állomást az alábbi vasútvonalak érintik:
- Zutphen–Glanerbeek-vasútvonal

## Kapcsolódó állomások
A vasútállomáshoz az alábbi állomások vannak a legközelebb:
- Zutphen vasútállomás
- Goor vasútállomás